# Fort de Bellecroix
Le fort de Bellecroix est un système bastionné construit par Louis de Cormontaigne, à Metz, au XVIIIe siècle. La double couronne du « fort de Bellecroix » est le pendant du fort Moselle, construit à la même époque à Metz.

## Contexte historique
Le toponyme Bellecroix vient de la présence d’un calvaire et d’une chapelle, rasés en 1731 pour permettre l’édification du fort de Bellecroix. Vauban avait remarqué que ce site, situé à quelques centaines de mètres du centre-ville, était mal défendu. Après la défaite de la France pendant la guerre de Hollande et à la suite du traité de Ryswik, le Luxembourg a été rendu aux Pays-Bas espagnols. À la suite du renforcement de la place de Luxembourg et du rapprochement de la frontière de Metz, il devenait, urgent de renforcer la ville. Le maréchal Belle-Isle, gouverneur de la place forte de Metz, plaida auprès du Roi de France, pour le renforcement de la place de Metz.

## Construction et aménagements
L’édification d’une double couronne de fortification est confiée à l’ingénieur militaire Louis de Cormontaigne. La construction du fort de Bellecroix doit protéger le front de la basse Seille, alors que le fort Moselle protège le front de la Moselle au nord-ouest de Metz. Après une série d’expropriations de 1731 à 1735, la construction du fort commence en 1734. Pour son terrassement, 6 000 hommes de troupe se relèvent sur le site. Ils campent sur l’île Chambière. Le chantier compte également 200 maçons, 100 carriers, et 2 700 terrassiers, groupés par équipes de 9. Les travaux se poursuivent ainsi pendant six ans, et s’achèvent en 1740. L’ensemble est formé de quatre bastions, trois courtines, trois demi-lunes et d’une lunette. Il est protégé par 3 km de fossés secs et plus de 4,6 km de galeries de contre-mine. Les fortifications sont renforcés sous Napoléon III et à la fin du XIXe siècle. Le fort est rendu obsolète par la construction des deux ceintures fortifiées de Metz après 1870, mais il est pourtant modernisé, par l’adjonction de la caserne Steinmetz le long du boulevard de Trêves.

## Affectations successives
Les bâtiments servent de lieu de casernement jusqu’à la Seconde Guerre mondiale. Ils servent ensuite d’entrepôts avant d’être désaffectés en avril 1954 et versés au domaine privé de l’État. La suppression des trois zones de servitudes militaires connexes, liées au fort de Bellecroix, permet d’ouvrir plus de 80 ha à l’urbanisation. L’espace libéré a permis l’édification, au sein même du fort et sur ses glacis, d’un parc locatif public de type grand ensemble.